# 伊達政宗 (大膳大夫)
伊達 政宗（だて まさむね）は、南北朝時代から室町時代初期にかけての武将。伊達氏9代当主。

## 生涯
伊達宗遠の子。天授3年/永和3年（1377年）に家督を相続。
天授6年/康暦2年（1380年）頃から、父・宗遠と出羽国置賜郡に侵攻し、元中2年/至徳2年（1385年）には長井氏を滅ぼして、置賜を伊達氏の拠点とした。以降、奥州仕置まで200年余りにわたって、置賜は伊達氏の支配下に置かれた。
応永7年（1400年）、鎌倉公方・足利満兼が弟の満貞（稲村公方）と満直（篠川公方）を奥州に派遣し、伊達家に対して領土割譲を求めてきた事を拒み、大崎氏などと同盟して鎌倉方の結城満朝（白河満朝）や上杉氏憲と戦った（伊達政宗の乱）。
応永9年（1402年）、鎌倉府との抗争により出羽国の諸氏（寒河江氏・白鳥氏など）に陸奥国苅田城（宮城県白石市?）を包囲される。同年出羽高畑城（現在の山形県高畠町）に入り、応永12年（1405年）に同地で没した（直ちに本拠地に復帰し、応永13年後半から応永14年3月ころに没したという研究もある。）。

## 死後
事績から政宗は伊達家中興の祖として称えられるようになり、初代陸奥仙台藩主となる藤次郎政宗はこの中興の祖にあやかり命名され、その名に恥じない活躍を見せたことで後世に独眼竜のあだ名とともに良く知られる。

## 系譜
- 父：伊達宗遠（1324年-1385年）
- 母：高明院 - 結城宗広の娘
- 正室：蘭庭明玉禅尼（1356-1442） - 輪王寺殿、石清水善法寺法印通清の娘、紀仲子（後円融天皇の生母）と紀良子（室町幕府3代将軍・足利義満の生母）の妹）
  - 嫡男：伊達氏宗（1371-1412） - 義満の従兄弟で鎌倉公方の足利氏満より1字を賜う。

## 関連作品
- 政宗ダテニクル（声：増田俊樹）2016年のアニメ作品および2021年の劇場アニメ作品。福島県伊達市のご当地アニメとしてガイナが制作。